# باول ألين سيمونز
باول ألين سيمونز (بالإنجليزية: Paul Allen Simmons)‏ هو قاضي ومحامي أمريكي، ولد في 31 أغسطس 1921 في مونونغاهيلا في الولايات المتحدة، وتوفي بنفس المكان في 9 أكتوبر 2014.